# 22829 Paigerin
22829 Paigerin este un asteroid din centura principală de asteroizi.

## Descriere
22829 Paigerin este un asteroid din centura principală de asteroizi. A fost descoperit pe 7 septembrie 1999 la Socorro, New Mexico, în cadrul proiectului LINEAR. Asteroidul prezintă o orbită caracterizată de o semiaxă mare de 2,40 ua, o excentricitate de 0,19 și o înclinație de 3,4° în raport cu ecliptica.